# David Bateson
David Bateson (født 9. februar 1960 i Sydafrika af britiske forældre) er en dansk-engelsk skuespiller, der er kendt for at have lagt stemme til lejemorderen Agent 47, hovedpersonen i IO Interactives computerspilserie Hitman. Her er Bateson ikke bare stemmeskuespiller, men også model for rollen.

## Karriere
Han begyndte sin professionelle karriere i Sydafrika efter universitet i 1981 (BA Hons i Drama). Bateson er uddannet på flere forskellige udenlandske teaterskoler og flyttede til England i 1984. Han bor nu i København. Hans første film var Lars von Triers Europa fra 1993. Hans anden Gabriel Axels Prinsen af Jylland fra 1994. I 1995 spillede han sømand i Triers film, Breaking the Waves.
Han var med i filmen Kun en pige.
Han fik hovedrollen i teaterfilmen Debutanten fra 2002, en lille rolle i den internationale spillefilm One Hell of a Christmas af Shaky González og en rolle i komedieserien Langt fra Las Vegas med Casper Christensen.
Han har i de seneste år været engageret på London Toast Theatre. Han er fuldt medlem af British Equity og dansk skuespillerforbund.
I 2014 lagde han den gennemgående speak til tv-serien Monte Carlo elsker USA på DR.
Bateson's stemme som arbejde bliver i stigende grad udfordret af kunders brug af kunstig intelligens i stedet.

## Filmografi
- Europa (1993)
- Prinsen af Jylland (1994) – Hother
- Den Enes Død (1994)
- Carl Th. Dreyer: My Métier (1995) (dokumentar)
- Kun en pige (1995) – Korrespondent
- Krystalbarnet (1996)
- Spoon River (1996)
- Breaking the Waves (1996) – Ung sømand
- Another You (1997)
- Midnight Angels (1998)
- Help! I'm a Fish (2000) – Commander Shark, General Crab
- One Hell of a Christmas (2002) – Tommy
- Debutanten (2002) (kortfilm) - Bill
- Langt fra Las Vegas (2001–2003) – Irer
- Rembrandt (2003) – Stor Mand
- A Royal Family (TV, 2003) – Fortæller (English version)
- The Core (2005) (dokumentar) – Niels Bohr
- Hero of God (2006)
- Anna Pihl (TV, 1 episode, 2008) – Mr. Reed
- Klovn (TV, 1 episode, 2008) – Dave
- Disco ormene (2008) – Voice
- Maj & Charlie (TV, 1 episode, 2008) – Fitness Chef
- Headhunter (2009) – Dr. Leipmann
- Livvagterne (TV, 5 episoder, 2010) – Shane
- Borgen (TV, 2 episoder, 2010 - 2011) – yderligere stemmer
- The Life and Death of Thomas Simeon (2011) – fortæller (stemme)
- Orla Frøsnapper (2011) – Bardini, smed, Carlo Androkles, Ole Antonioni (stemme)
- Gummi T (2012) – Slagter, lærer, vred fisker (stemme)
- Aurum (2012) – Mark Boland
- A Tribute to J. J. Abrams (2013) (short) – Stemme på udsmider
- Aftenshowet (TV, 2 episoder, 2013 - 2014) – Sig selv
- Exodus: Humanity Has A Price (2014) – Commander
- Monte Carlo elsker USA (2014) – Speaker
- Upstart (2014)
- Huldra: Lady of the Forest (2016) – Mike
- Digital Romance (2016) (short) – Kane
- Level Up Norge (TV, 1 episode, 2017) - Agent 47

## Spil
- Hitman: Codename 47 (2000) — Agent 47
- Hitman 2: Silent Assassin (2002) — Agent 47
- Hitman: Contracts (2004) — Agent 47
- Hitman: Blood Money (2006) — Agent 47
- Hitman: Absolution (2012) — Agent 47
- Hitman (2016) — Agent 47
- Hitman 2 (2018) — Agent 47
- Hitman 3 (2021) — Agent 47